# Claus Bjørn
Claus Bjørn, född 7 oktober 1944, död 19 april 2005, var en dansk historiker.
Claus Bjørn blev magisterkonferens i historia från Köpenhamns universitet 1970 och var lärare vid Rødovre gymnasium 1965-1971. 1 september 1971 blev han amanuens, senare lektor i landsbygdshistoria vid Avdelningen för historia vid Köpenhamns universitet. 1983-1995 var han ordförande vid Jordbrukshistoriska sällskapet. Han redigerade tidskriften Fortid og Nutid 1975-1985 och flerbandsverket Det danska jordbrukets historia I-IV (1988-1989), där han själv behandlade perioden 1810-1860.
Hans mest väsentliga forskning handlade om landsbygds- och jordbrukshistoria i förhållande till Danmarks politiska historia under 1800-talet. Det finns också ett antal biografier av hans hand. I offentligheten blev han under sina sista år känd för att i tv att kommentera bland annat kungliga begivenheter.